# Puccinia fergussonii
Puccinia fergussonii ist eine Ständerpilzart aus der Ordnung der Rostpilze (Pucciniales). Der Pilz ist ein Endoparasit von Veilchen. Symptome des Befalls durch die Art sind Rostflecken und Pusteln auf den Blattoberflächen der Wirtspflanzen. Sie ist in der nördlichen Hemisphäre verbreitet.

## Merkmale

### Makroskopische Merkmale
Puccinia fergussonii ist mit bloßem Auge nur anhand der auf der Oberfläche des Wirtes hervortretenden Sporenlager zu erkennen. Sie wachsen in Nestern, die als gelbliche bis braune Flecken und Pusteln auf den Blattoberflächen erscheinen.

### Mikroskopische Merkmale
Das Myzel von Puccinia fergussonii wächst wie bei allen Puccinia-Arten interzellulär und bildet Saugfäden, die in das Speichergewebe des Wirtes wachsen. Spermogonien und Aecien der Art sind nicht vorhanden. Gleiches gilt für Uredien des Pilzes. Die auf den Blattunterseiten und Blattstielen der Wirtspflanzen wachsenden Telien der Art sind schokoladenbraun und lange bedeckt, später nackt. Sie liegen in dichten, zusammenfließenden Gruppen und sind pulverig. Die hellbraunen Teliosporen sind ein- bis zweizellig, in der Regel länglich, glatt und 26–45 × 12–18 µm groß. Ihre Stiele sind farblos und bis zu 30 µm lang.

## Verbreitung
Das bekannte Verbreitungsgebiet von Puccinia fergussonii umfasst die gesamte Nordhalbkugel.

## Ökologie
Die Wirtspflanzen von Puccinia fergussonii sind verschiedene Veilchenarten (Viola spp.). Der Pilz ernährt sich von den im Speichergewebe der Pflanzen vorhandenen Nährstoffen, seine Sporenlager brechen später durch die Blattoberfläche und setzen Sporen frei. Die Art verfügt über einen mikrozyklischen Entwicklungszyklus, der nur Telien umfasst und ohne Aecien, Spermogonien und Uredien auskommt.